# 禁野本町
禁野本町（きんやほんまち）は、大阪府枚方市の町名。現行行政地名は禁野本町一丁目及び禁野本町二丁目。住居表示は実施済み。

## 地理
枚方市の西部に位置し、1丁目と2丁目からなる。大阪府道144号杉田口禁野線が中央部を東西に貫通しており、南側が1丁目、北側が2丁目である。

## 歴史
枚方市内の大字だった禁野および中宮のそれぞれ一部から1966年に発足した。1966年に先に禁野本町2丁目が設置され、1967年に1丁目が設置されている。
「禁野」という地名は、平安時代に皇室専用の狩猟場としての禁猟地が（現在の禁野本町を含む）一帯に置かれたことに由来する。禁野には鎌倉時代から室町時代にかけて淀川を通行する船舶から関料を徴収する関所が設けられ、淀・渡辺・神崎・兵庫とともに「河上五ヶ関」とも称された。関所は西大寺や興福寺が管理していた。
江戸時代以降は禁野村となり、1889年の町村制施行に際して牧野村の一部となる。1896年に大日本帝国陸軍禁野火薬庫が設置され、1909年と1939年の2度、大規模な爆発事故を起こしている。この間、1935年に町村合併により殿山町の一部となった後、1938年に再度の合併で枚方町（1947年に市制施行）の一部となった。
太平洋戦争後、火薬庫の跡地に枚方市民病院（現・市立ひらかた病院）が設置された。また1957年には啓光学園高等学校（現・常翔啓光学園中学校・高等学校)が開校している。
一方、中宮は1889年の町村制施行に際して山田村の一部となり、1938年に合併で枚方町の一部となっている。

## 世帯数と人口
2020年（令和2年）4月1日現在（枚方市発表）の世帯数と人口は以下の通りである。
| 丁目           | 世帯数    | 人口    |
| -------------- | --------- | ------- |
| 禁野本町一丁目 | 569世帯   | 1,069人 |
| 禁野本町二丁目 | 1,045世帯 | 2,066人 |
| 計             | 1,614世帯 | 3,135人 |

### 人口の変遷
国勢調査による人口の推移。
| 1995年（平成7年）  | 3,482人 | [ WEB 6 ]  |  |
| 2000年（平成12年） | 2,906人 | [ WEB 7 ]  |  |
| 2005年（平成17年） | 2,161人 | [ WEB 8 ]  |  |
| 2010年（平成22年） | 2,504人 | [ WEB 9 ]  |  |
| 2015年（平成27年） | 3,222人 | [ WEB 10 ] |  |

### 世帯数の変遷
国勢調査による世帯数の推移。
| 1995年（平成7年）  | 1,226世帯 | [ WEB 6 ]  |  |
| 2000年（平成12年） | 1,141世帯 | [ WEB 7 ]  |  |
| 2005年（平成17年） | 944世帯   | [ WEB 8 ]  |  |
| 2010年（平成22年） | 1,307世帯 | [ WEB 9 ]  |  |
| 2015年（平成27年） | 1,673世帯 | [ WEB 10 ] |  |

## 学区
市立小・中学校に通う場合、学区は以下の通りとなる（2022年4月時点）。
| 丁目           | 番・番地等                          | 小学校                                       | 中学校             |
| -------------- | ----------------------------------- | -------------------------------------------- | ------------------ |
| 禁野本町一丁目 | 1〜6番                              | 枚方市立禁野小学校（旧枚方市立高陵小学校）   | 枚方市立第一中学校 |
| 禁野本町一丁目 | その他                              | 枚方市立明倫小学校                           | 枚方市立中宮中学校 |
| 禁野本町二丁目 | 11〜12番 13番５〜11号 13番14号 16番 | 枚方市立禁野小学校（旧枚方市立中宮北小学校） | 枚方市立第一中学校 |
| 禁野本町二丁目 | その他                              | 枚方市立禁野小学校（旧枚方市立高陵小学校）   | 枚方市立第一中学校 |

## 事業所
2016年（平成28年）現在の経済センサス調査による事業所数と従業員数は以下の通りである。
| 丁目           | 事業所数  | 従業員数 |
| -------------- | --------- | -------- |
| 禁野本町一丁目 | 115事業所 | 1,245人  |
| 禁野本町二丁目 | 19事業所  | 305人    |
| 計             | 134事業所 | 1,550人  |

## 交通
道路
- 大阪府道144号杉田口禁野線

## 学校
- 常翔啓光学園中学校・高等学校

## 施設
- 市立ひらかた病院
- 枚方市立保健センター
- イズミヤ枚方店
- 京都中央信用金庫枚方支店

## その他

### 日本郵便
- 郵便番号 : 573-1197[WEB 3]（集配局：枚方北郵便局[WEB 13]）。